# Brixi (rodina)
Rod Brixi je muzikantský rod severovýchodních Čech, jehož členové působili na přelomu epoch hudebního baroka a klasicismu. Prokazatelné kořeny sahají do počátku 17. století na Mladoboleslavsko. Největší význam měly dvě rodové větve, jejichž členové působili ve středních, západních a severovýchodních Čechách. Prvním hudebním historiografem, který si všiml příbuzenského vztahu mezi rodem Brixiů a v zahraničí proslavených Bendů a v dílčích pracích ho rozpracoval, byl muzikolog Emilián Trolda (1871–1949).

## Vlkavská větev
Nejslavnější hudebníci a skladatelé pocházejí z rodiny mlynáře Jana Brixiho a jeho ženy Alžběty. Z této větve někteří starší badatelé (např. Helfert či Trolda) vyčleňují ještě větev mělnickou, jíž představuje především níže zmíněný Jan Josef.
- Jan Brixi, mlynář zapisovaný také jako Procházka, (asi 1637 – 9. prosince 1735, Vlkava) s manželkou Alžbětou[4]
  - nejstarší syn Jan Brixi, dědic vlkavského mlýna s manželkou Alžbětou[5]
    - Jan Josef Brixi (1. března 1711, Vlkava – 27. dubna 1762, Mělník), skladatel, kantor v Manětíně a varhaník v Mělníce
      - Jeroným Brixi (Václav Norbert) (20. září 1738, Manětín – 15. dubna 1803, Planá), premonstrát, varhaník a ředitel kůru kláštera v Plasích. Na závěr svého života působil jako farář v Plané.

  - nejmladší syn Šimon Brixi (28. října 1693, Vlkava – 2. listopadu 1735, Praha), skladatel a varhaník, regenschori u sv. Martina v Praze
    - František Xaver Brixi (2. ledna 1732, Praha – 14. listopadu 1771, Praha), jeden z nejvýznamnějších českých barokních skladatelů, varhaník u sv. Víta.

## Skalská větev
- Jindřich Brixi, (asi 1643 – 22. srpna 1703, Dřísy), krčmář ve Skalsku a od roku 1692[6] kantor v Dřísech
  - (patrně syn) Václav Brixi (na rozhraní 17. a 18. stol.) s ženou Kateřinou, sestrou skalského faráře[1]
    - Viktorín Ignác Brixi (26. června 1716, Plzeň – 1. dubna 1803, Poděbrady), skladatel, varhaník, klavírista, regenschori v Poděbradech
      - Matěj Brixi (25. února 1752, Poděbrady – 1. května 1806, Poděbrady), varhaník a regenschori
        - Jan Baptist Brixi (1782 Poděbrady – † po roce 1813), kantor a hudebník působící na Poděbradsku

  - dcera Dorota Brixi, (13. ledna 1686, Skalsko – 1762, Nowawes u Postupimi) provdaná za Jana Jiřího Bendu.

Děti Doroty Brixi a Jana Jiřího Bendy byly prvními členy rozvětveného hudebního rodu Bendů:
- František Benda, (22. listopadu 1709, Benátky nad Jizerou – 7. března 1786, Postupim), houslový virtuos a hudební skladatel
- Jiří Antonín Benda, (30. června 1722, Benátky nad Jizerou – 6. listopadu 1795, Bad Köstritz, Sasko), skladatel
- Jan Jiří Benda, (30. srpna 1714, Benátky nad Jizerou – 1752?, Postupim), houslista a skladatel, člen královské kapely v Berlíně
- Josef Benda, (7. května 1724, Benátky nad Jizerou – 22. února 1804, Berlín), skladatel a houslista, člen královské kapely v Berlíně
- Anna Františka Bendová, (26. května 1728, Benátky nad Jizerou – 15. prosince 1781, Gotha) operní pěvkyně